# Сергий (Мармарисов)
Архимандрит Сергий (в миру Стефан Осипович Мармарисов; ок. 1817 — 1895) — архимандрит Свято-Троицкого Селенгинского монастыря Русской православной церкви, педагог, ректор Иркутской духовной семинарии.

## Биография
Стефан Мармарисов родился около 1817 года в семье диакона Новгородской епархии. Обучался в Вологодской духовной семинарии и в 1838—1842 годах в Московской духовной академии, где кончил курс со степенью кандидата богословия.

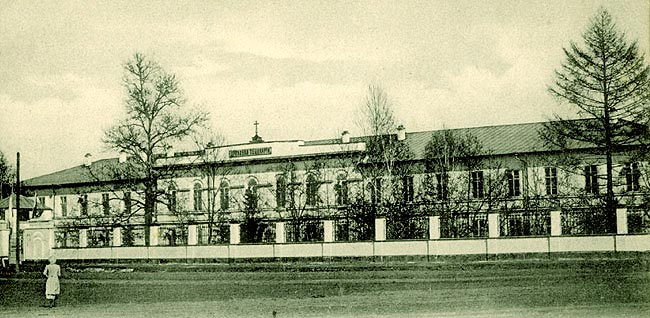
Иркутская семинария

16 ноября 1842 года Стефан Осипович Мармарисов был назначен смотрителем в Якутские духовные училища; там он переходил из отделения в отделение и до 1847 года попеременно преподавал катехизис, греческий язык и географию. Вскоре после выезда из города Якутска Мармарисов овдовел.
В 1849 году Мармарисов был назначен помощником инспектора в Пермскую духовную семинарию и там (19 сентября 1853 года) принял монашеский постриг с именем Сергия; некоторое время состоял учителем семинарии.
В 1859 году Сергий (Мармарисов) был назначен инспектором Тамбовской духовной семинарии; в 1861 году возведён в сан архимандрита, а в 1866 году определён ректором в Иркутскую духовную семинарию.
В 1868 году отец Сергий был уволен от духовно-училищной службы и назначен настоятелем Троицкого Селенгинского монастыря, где был до конца 1878 года.
Архимандрит Сергий скончался 13(25) апреля 1895 года.